# جامعة بيكر
جامعة بيكر هي خاصة بالفنون الليبرالية تقع في مدينة بلدوين، كانساس . تأسست عام 1858م، وكانت أول جامعة لمدة أربع سنوات في كانساس وهي تابعة للكنيسة الميثودية المتحدة .  تتكون جامعة بيكر من أربع مدارس. تقع كلية الآداب والعلوم ودورات البكالوريوس في كلية التربية (SOE) في الحرم الجامعي في مدينة بالدوين ، كانساس . تخدم كلية الدراسات المهنية والدراسات العليا (SPGS) وفرع الدراسات العليا في SOE الطلاب غير التقليديين في الحرم الجامعي في أوفرلاند بارك ، كانساس ، وعلى الإنترنت. تقدم كلية التمريض، التي تعمل بالشراكة مع ستورمونت فيل للصحة في توبيكا، بكالوريوس العلوم في التمريض (BSN) وماجستير العلوم في التمريض عبر الإنترنت (MSN). 
تم الالتحاق بالمدارس الأربع إلى أكثر من 3000 طالب، مع حوالي 900 طالب في حرم مدينة بالدوين. تقدم كلية الآداب والعلوم أكثر من 40 مجالًا للدراسة الجامعية. تقدم كلية التربية العديد من برامج درجة الماجستير بالإضافة إلى درجات الدكتوراه في القيادة التربوية (PK-12) والتعليم العالي والتصميم التعليمي وتكنولوجيا الأداء. تقدم كلية الدراسات المهنية والدراسات العليا درجات الزمالة والبكالوريوس والماجستير في إدارة الأعمال والقيادة التنظيمية والإدارة الرياضية والمحاسبة وعلم النفس والعدالة الجنائية.

## التاريخ

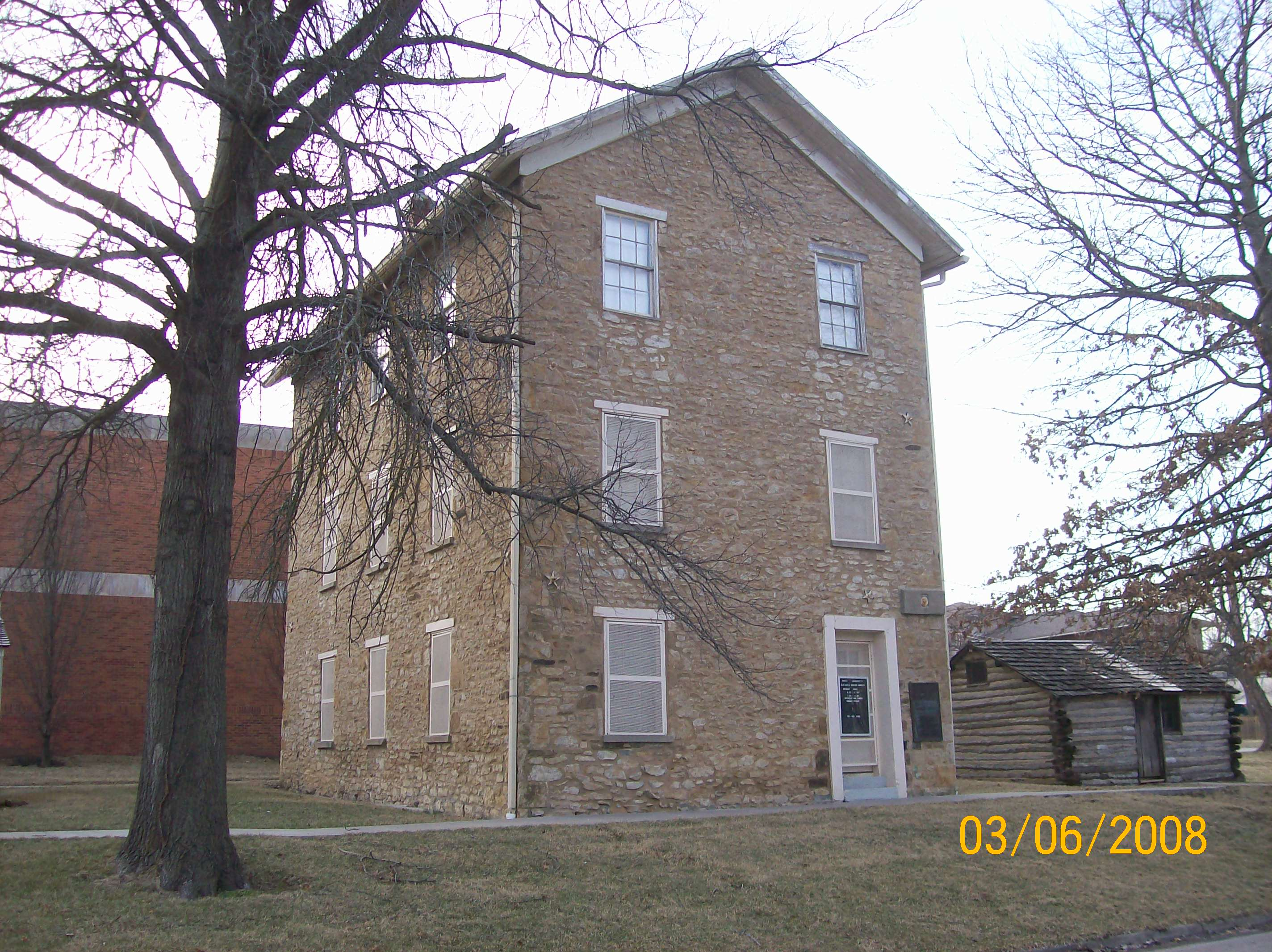
أولد كاسل هول ، بُنيت في 1857-1858 لتكون المقر الأصلي لجامعة بيكر

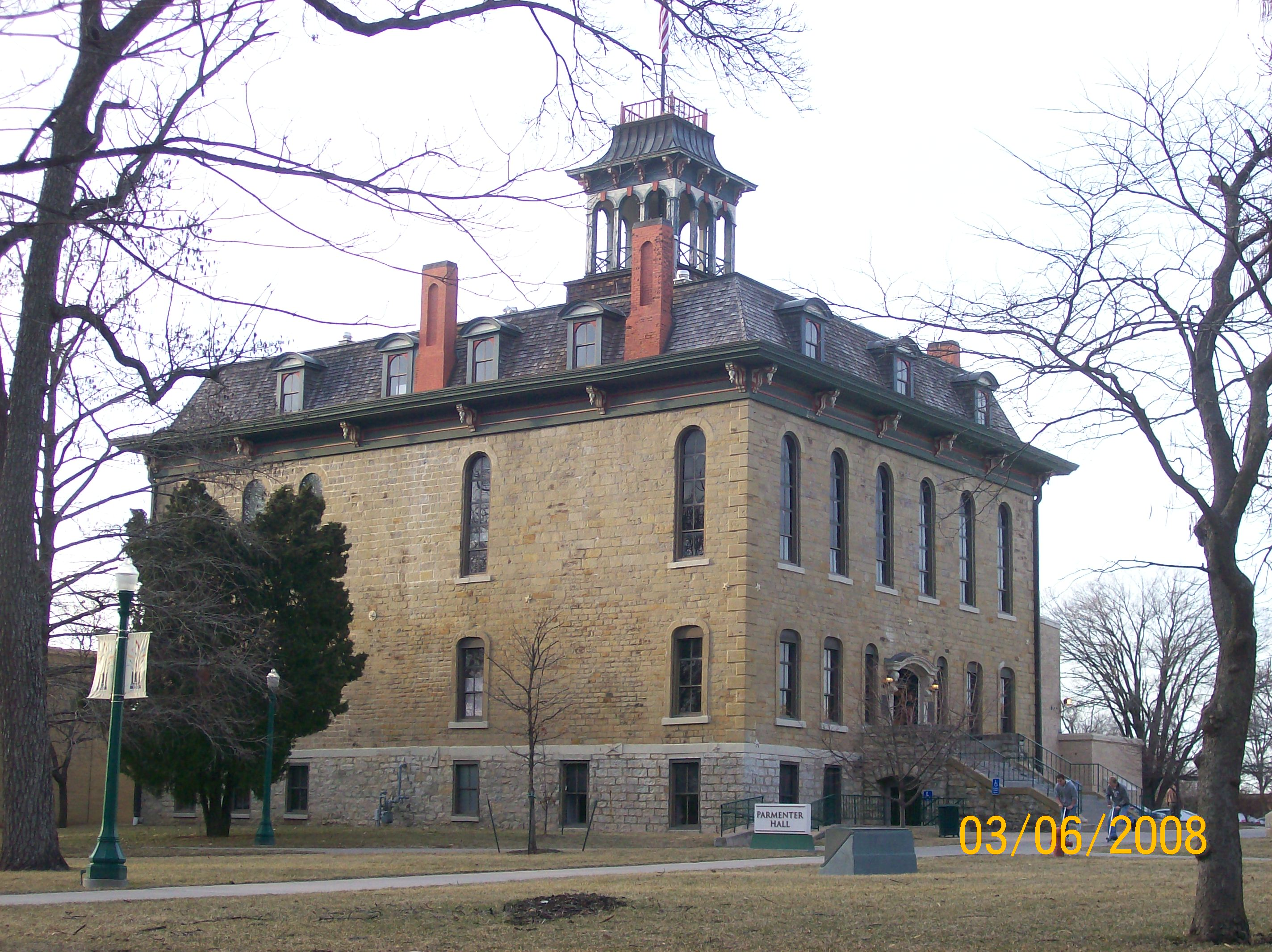
قاعة بارمنتر ، المبنى الأكثر شهرة في الحرم الجامعي الرئيسي لبيكر.

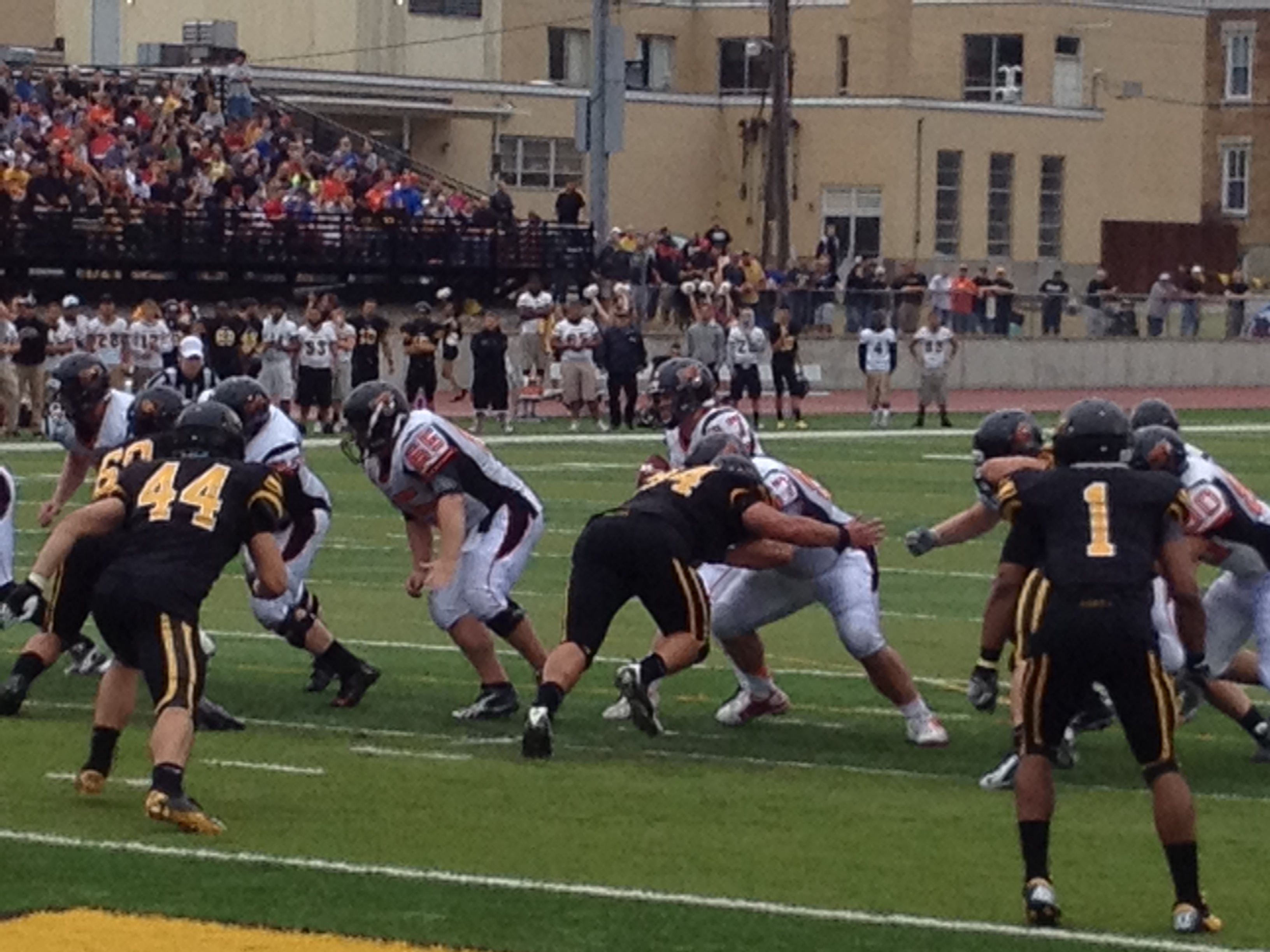
فريق كرة القدم بيكر وايلد كاتس (زي أبيض)

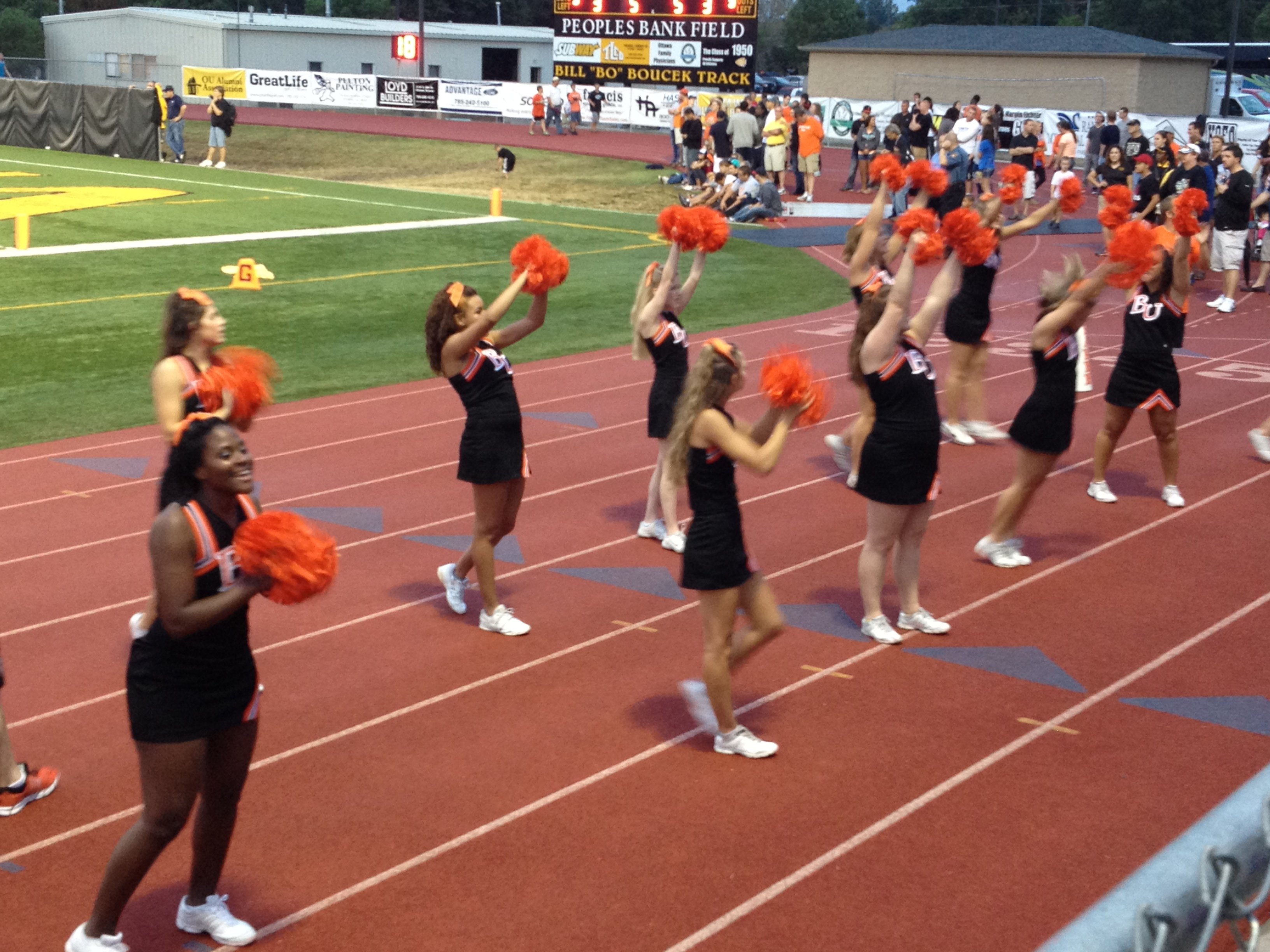
فريق بيكر بيب يقود الهتافات في أحد المباريات

تأسست جامعة بيكر عام 1858 وسميت على اسم عثمان كليندر بيكر، وهو عالم وأسقف ميثودي أسقفي . كانت المدرسة — وهي أقدم مؤسسة للتعليم العالي تعمل باستمرار في الولاية — أول جامعة مدتها أربع سنوات في كانساس وتم جمع الأموال من التبرعات المحلية والمتبرعين من الشرق. أول رئيس لبيكر، القس. خدم ويرتر ديفيس، وهو وزير وضابط في الحرب الأهلية، من 1858 إلى 1862. يضم المبنى الأصلي للحرم الجامعي، المعروف الآن باسم متحف القلعة القديمة، متحفًا للجامعة ومدينة بالدوين.  

## ألعاب القوى
فرق جامعة بيكر، المعروفة باسم القطط الوحشية، لها لون رسمي واحد فقط: برتقالي الكادميوم. المدرسة الأخرى الوحيدة في البلاد التي لديها اللون البرتقالي باعتباره اللون الرسمي الوحيد لها هي جامعة سيراكيوز . الجامعة عضو في الرابطة الوطنية لألعاب القوى بين الكليات (NAIA) المنطقة الخامسة التي تتنافس في مؤتمر قلب أمريكا الرياضي (القلب). في عام 1890 فازت جامعة بيكر بنتيجة 22-9 على جامعة كانساس في أول مباراة كرة قدم بين الكليات تجري في كانساس. منذ عام 1978 ، كانت النساء يتنافسن في الألعاب الرياضية بين الكليات في بيكر.
كان بيكر من أوائل مدارس NAIA التي شاركت في برنامج أبطال الشخصية، والذي يؤكد على الاحترام والقيادة الخادمة والنزاهة والروح الرياضية والمسؤولية.
كان بيكر عضوًا في مؤتمر Heart of America Athletic منذ تأسيس المنظمة في عام 1971. تتنافس المدرسة في 23 رياضة: كرة القدم، كرة السلة للرجال والسيدات، كرة القدم للرجال والنساء، سباقات المضمار والميدان للرجال والسيدات، البيسبول، الكرة اللينة، تنس الرجال والسيدات، الجولف للرجال والنساء، كرة القدم للرجال والنساء، الكرة الطائرة للسيدات، الرجال والبولينج النسائي، والمصارعة الرجالية والنسائية، والبهجة المشتركة والرقص والرياضات الإلكترونية يتكون مؤتمر القلب من 13 مدرسة في أيوا ونبراسكا وكانساس وميسوري.
حصدت البرامج الرياضية ثلاث بطولات وطنية فردية، و 100 لجميع الأمريكيين، وأكثر من 100 لقب مؤتمر. يتم تسمية أكثر من 40 Wildcats سنويًا باسم NAIA Scholar-Athletes لنجاحهم في كل من الميدان وفي الفصل الدراسي، وتم اختيار عدد قليل منهم باسم Capital One Academic All-American.

## الحياة في الحرم الجامعي

### الحياة السكنية
تضم جامعة بيكر ثلاث قاعات سكنية ومبنيين سكنيين للطلاب الذين يعيشون في الحرم الجامعي. توفر Gessner Hall ترتيبات معيشية على طراز الأجنحة لـ 152 من الذكور المقيمين. تم بنائه في عام 1966 ، وتم تجديده في عام 2012. يوفر Irwin Hall ترتيبات معيشية على طراز الأجنحة لـ 150 أنثى. أحدث قاعة سكنية هي New Living Centre ، والتي تضم 190 طالبًا في 48 غرفة. مركز المعيشة الجديد هو الأكبر في الحرم الجامعي، حيث يتكون من ثلاثة طوابق وستة أجنحة تبلغ مساحتها الإجمالية 52000 قدم مربع.  
تشكل شقق هورن وشقق ماركهام مجمع شقق جامعة بيكر. يضم المجمع 96 طالبًا يتم اختيارهم من خلال عملية تقديم الطلبات تتكون كل شقة مفروشة من أربع غرف نوم خاصة، والتي تشترك في مطبخ وغرفة معيشة وحمامين.

### الاخويات والجمعيات النسائية
يمكن تتبع الحياة اليونانية في جامعة بيكر إلى عام 1865. غادر طالب بيكر جيمس سي هول المدرسة للالتحاق بجامعة إنديانا أسبوري لمدة عام، بدأ خلاله الالتحاق بفصل لامدا في فاي جاما دلتا . عاد هول إلى جامعة بيكر حيث تمكن مع ستة طلاب آخرين من تقديم التماس لـ Phi Gamma Delta وتأمين ميثاق مثل فصل Phi. بدأ طلاب إضافيون خلال العامين المقبلين، لكن الأخوة لم تدم طويلاً في بيكر. في عام 1868 ، بدأ الطلاب الأعضاء يشعرون بعدم الرضا عن الظروف في الجامعة. انتقل خمسة من الأعضاء إلى جامعة نورث وسترن في عام 1869 ، ونقلوا ميثاق الأخوة معهم واستمروا في إدارة فرعهم في نورث وسترن.  
يعود النظام اليوناني المعاصر في بيكر إلى بداياته إلى عام 1889 عندما تم تأسيس أخوية رجال ألفا أوميغا. استجابت ست نساء من بيكر بتشكيل نادي نسائي محلي في عام 1890. قدمت هذه المنظمة المحلية التماسًا إلى دلتا دلتا وأصبحت فرع لامدا في عام 1895 ، وتم تثبيتها باعتبارها الفصل الأول لمنظمة نسائية يونانية وطنية في حرم بيكر. تم تثبيت Alpha Omega لاحقًا كفصل Gamma Theta من Delta Tau Delta في عام 1903 ، بعد عدة محاولات فاشلة لتقديم التماس لـ Phi Delta Theta . تعد جامعة بيكر حاليًا موطنًا لثماني أخويات وجمعيات نسائية اجتماعية من الحروف اليونانية. كلها فروع لمنظمات وطنية، باستثناء زيتا تشي . تأسست في 23 مايو 1905 ، زيتا تشي هي واحدة من أقدم الأخوة المستقلة غرب نهر المسيسيبي. أصبحت Alpha Kappa Alpha أول منظمة يونانية سوداء تاريخياً تنشئ فصلاً في حرم جامعة بيكر، عندما فعلت ذلك في السبعينيات. Zeta Phi Beta هي حاليًا المنظمة اليونانية السوداء الوحيدة تاريخياً التي لها فرع في Baker. 
| مجلس الأخوة                                          | المجلس الهيليني                                       | المجلس الوطني اليوناني                       |
| ---------------------------------------------------- | ----------------------------------------------------- | -------------------------------------------- |
| دلتا فاي جاما ، فصل Phi ، 1865-1869 (تم نقل الفصل)   | دلتا دلتا ، فصل لامدا، 1895 حتى الوقت الحاضر          | ألفا كابا ألفا ، (غير نشط)                   |
| دلتا تاو دلتا ، فصل جاما ثيتا، 1903 حتى الوقت الحاضر | Alpha Chi Omega ، فصل Omicron ، 1908 حتى الوقت الحاضر | Omega Psi Phi ، (غير نشط)                    |
| كابا سيجما ، فصل بيتا تاو، 1903 حتى الوقت الحاضر     | زيتا تاو ألفا ، فصل سيجما، 1912 حتى الآن              | Alpha Phi Alpha ، (غير نشط)                  |
| زيتا تشي ، 1905 حتى الآن                             | فصل Phi Mu Zeta Alpha ، 1916-2011 (غير نشط)           | زيتا فاي بيتا ، فصل Pi Sigma ، 2006 حتى الآن |
| سيجما فاي إبسيلون ، فصل كانساس ألفا، 1910 حتى الآن   |                                                       | كابا ألفا بسي ، فصل رو، 2009-2011 (غير نشط)  |
| ثيتا كابا نو ، فصل كانساس ألفا، 1924-1932 (غير نشط)  |                                                       |                                              |
| تاو كابا إبسيلون ، فصل شي كابا، 1972-1976 (غير نشط)  |                                                       |                                              |

## المشاهير
- إديث بيدو - مغنية ومعلمة موسيقى

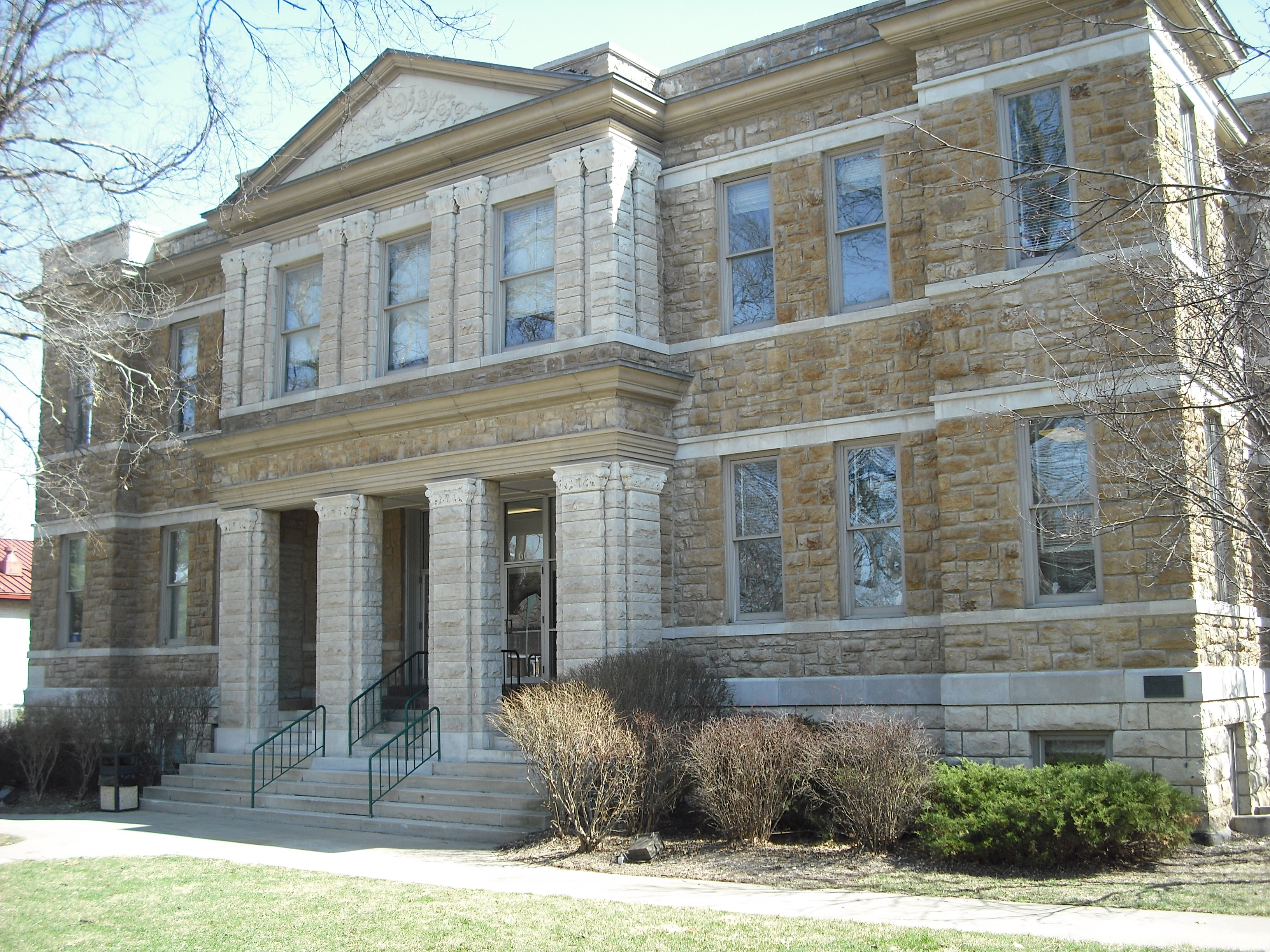
قاعة القضية ، مكتبة كارنيجي (2009)

- جوزيف بريستو - سيناتور أمريكي من كانساس، 1909-1915.
- أندرو تشيرنج - مؤسس Panda Express
- نيلي كلاين ستينسون - عضو مجلس النواب في كانساس ، وعضو مجلس النواب في ولاية أيداهو وعضو مجلس الشيوخ في ولاية أيداهو
- دون هولتر - الأسقف الأمريكي للكنيسة الميثودية المتحدة، انتخب عام 1972.
- مايك غاردنر - مدرب كرة القدم الرئيسي في كلية تابور سابقًا في جامعة مالون
- George LaFrance - عضو قاعة مشاهير Arena Football League
- كيفن ماهوجني - مغني الجاز.
- مايك مكارثي - مدرب جرين باي باكرز السابق. المدرب الفائز في Super Bowl XLV .
- هوميروس McCrerey - ضابط البحرية و " bioneer " -ing المحيطات .
- كانديس ميلارد ، فئة 1989 ، كاتب وصحفي وكاتب سابق ومحرر في National Geographic ، مؤلف لثلاثة كتب.
- فيدال نينو - إبريق لنيويورك يانكيز وأريزونا دياموندباكس وسياتل مارينرز.
- تانر بيردوم - New York Jets Long Snapper منذ عام 2010.
- وليام كويل - الأسقف الأمريكي للكنيسة الميثودية، انتخب عام 1908.
- بينيت سيمز - الأسقف السادس للأسقفية في أتلانتا، كرّس أسقف أبرشية في عام 1972.
- باتريك توباخ ، دفعة 1996 ، المرشح لجائزة الأوسكار، أفضل مؤثرات بصرية، "Star Trek Into Darkness"
- فيليب ب. كامبل ، دفعة عام 1888 ، عضو الكونجرس الأمريكي من كانساس، 1903-1923.
- إرنست يوجين سايكس ، فئة 1888 ، رجل الأعمال البارز والماسوني من نيو أورلينز .

### الكلية
- فوغ ألين - مدرب كرة سلة جماعي في جامعة بيكر وجامعة سنترال ميسوري وجامعة كانساس .
- إميل س. ليستون - مدرب كرة سلة (1930-1945) ومسؤول. مجند إلى قاعة مشاهير كرة السلة ومؤسس بطولة كرة السلة للكلية NAIA
- جون كلارك ريدباث - معلم ومؤرخ ومحرر أمريكي.
- ويليام M رونيان ، واعظ، وكاتب الاغاني الذين يتألف كثيرة امانتك

## الروابط الخارجية
- الموقع الرسمي
- موقع ويب بيكر لألعاب القوى